# Червоненська сільська громада
Червоненська сільська територіальна громада — колишня об'єднана територіальна громада в Україні, в Криворізькому районі Дніпропетровської області, з адміністративним центром у селі Червоне.

## Загальна інформація
Площа території громади — 174,67 км², чисельність населення — 3 076 особи (2019 р.).

## Населені пункти
До складу громади входили села Гомельське, Запорожець, Зоря, Калинівка, Недайвода, Тернуватка, Чабанове, Червоне та селище Рудничне.

## Історія
Створена у 2019 році шляхом об'єднання Червоненської та Недайводської сільських рад сільських рад Криворізького району Дніпропетровської області.
Ліквідована у 2020 році, відповідно до розпорядження Кабінету Міністрів України № 709-р від 12 червня 2020 року «Про визначення адміністративних центрів та затвердження територій територіальних громад Дніпропетровської області». Територію та населені пункти громади включено до складу Глеюватської сільської громади Криворізького району Дніпропетровської області.